# 국도 제27호선
국도 제27호선 (國道第二十七號線)은 전라남도 완도군 고금면 덕암리 고금도성당에서 전북특별자치도 군산시 월명동 중앙사거리를 잇는 대한민국의 일반 국도이다.
본래 기점은 전라남도 고흥군 금산면 오천리 오천항이었으나 2021년 6월 22일 기존 지방도 제830호선 일부 구간이 국도로 승격되어 지금의 전라남도 완도군 고금면 덕암리 고금도성당으로 연장되었다.

## 역사
- 1972년 2월 22일 : 전라남도 고흥군 도양면 녹동과 전라북도 전주시를 잇는 '녹동 ~ 전주선'으로 국도 제27호선을 새로 신설함.[1]
- 1981년 3월 14일 : 기점을 '전라남도 고흥군 도양면 녹동'에서 '전라남도 고흥군 도양읍'으로 변경, 종점을 '전라북도 전주시'에서 '전라북도 군산시'로 연장함. 이에 따라 '고흥 ~ 군산선'이 됨.[2]
- 1981년 5월 30일 : 대통령령 제10247호 일반국도노선지정령 개정에 따라 연장된 39 km 구간으로 도로구역 변경[3]
- 1993년 1월 19일 : 고흥우회도로(고흥군 고흥읍 등암리 ~ 남계리) 4.06 km 구간 개통[4]
- 1994년 7월 14일 : 시점을 고흥군 도양읍 봉암리에서 금산면 오천리로 약 18.9 km 구간 연장[5]
- 1996년 7월 19일 : 전라남도 고흥군 금산면 거금도 ~ 도양읍 구간을 국가지원지방도 제27호선 고흥 ~ 녹동선으로 지정[6]
- 1997년 9월 1일 : 순창우회도로(순창군 순창읍 가남리 ~ 순화리) 구간 개통[7]
- 1997년 12월 30일 : 2001년 12월까지 거금도일주도로(고흥군 금산면 오천리 ~ 어전리) 확포장공사를 위해 11.1km 구간 도로구역 변경[8]
- 2000년 12월 9일 : 연반지구 위험도로(곡성군 석곡면 연반리) 1.78 km 구간 개량 개통 및 기존 700m 구간 폐지[9]
- 2000년 12월 31일 : 삼례 ~ 이리간 도로(완주군 삼례읍 삼례리 ~ 익산시 동산동) 11.5 km 구간 확장 개통[10]
- 2001년 8월 25일 : 국가지원지방도 제27호선 구간을 편입해 기점을 '전라남도 고흥군 도양읍'에서 '전라남도 고흥군 금산면'으로 연장함.[11]
- 2001년 10월 27일 : 2004년 12월까지 거금도 일주도로(고흥군 금산면 오천리 ~ 어전리) 확포장공사를 위해 11.1km 구간 도로구역 변경, 2002년 12월까지 고흥도로(고흥군 두원면 신성리) 개량공사를 위해 800m 구간 도로구역 변경[12]
- 2005년 6월 3일 : 완주군 구이면 백여리 ~ 항가리 9.36 km 구간을 자동차 전용도로로 지정[13]
- 2006년 1월 25일 : 익산시 오산면 송학리 ~ 군산시 성산면 창오리 12.452 km 구간 개통[14]
- 2006년 12월 27일 : 군산시 성산면 창오리 ~ 구암동 5.91 km 구간 개통[15]
- 2007년 9월 21일 : 고흥군 도양읍 봉암리 ~ 풍양면 고옥리 9.8 km 구간 및 고흥군 풍양면 고옥리 ~ 고흥읍 남계리 9.1km 구간 부분 개통[16]
- 2007년 12월 11일 : 고흥군 도양읍 봉암리 ~ 풍양면 고옥리 9.8 km 구간과 고흥군 풍양면 고옥리 ~ 고흥읍 호형리 9.1 km 구간 확장 개통, 기존 고흥군 도양읍 용정리 ~ 고옥리 8.0 km 구간과 고흥군 풍양면 고옥리 ~ 고흥읍 등암리 8.0 km 구간 폐지[17]
- 2008년 12월 26일 : 구이 ~ 용정간 도로(전주시 완산구 원당동 ~ 덕진구 용정동) 구간 20.2 km 개통[18]
- 2009년 1월 12일 : 순창 ~ 운암간 도로(순창군 인계면 도룡리 ~ 완주군 구이면 백여리) 25.005 km 구간을 자동차 전용도로로 지정[19]
- 2009년 3월 2일 : 소록대교(고흥군 도양읍 소록리 ~ 용정리) 4.218 km 구간 신설 개통[20][21]
- 2010년 9월 17일 : 순창 ~ 운암간 도로 4공구(완주군 구이면 백여리) 1.0 km 구간 신설 개통[22]
- 2010년 12월 10일 : 전주시 덕진구 용정동 ~ 완주군 삼례읍 해전리 2.0 km 구간 확장 개통, 기존 8.1 km 구간 폐지[23]
- 2010년 12월 24일 : 곡성군 겸면 평장리 ~ 옥과면 주산리 3.7 km 구간 확장 개통, 기존 곡성군 옥과면 무창리 ~ 주산리 2.17 km 구간 폐지[24]
- 2011년 12월 16일 : 거금대교를 포함한 고흥군 금산면 대흥리 ~ 도양읍 소록리 6.67 km 구간 신설 개통[25][26], 기존 고흥군 금산면 신촌리 1.6 km 구간 폐지[27]
- 2012년 1월 11일 : 순창 ~ 운암간 도로(순창군 인계면 도룡리 ~ 완주군 구이면 백여리) 24.0 km 구간 확장 개통[28] 및 기존 임실군 운암면 마암리 ~ 완주군 구이면 백여리 2.84 km 구간 폐지[29], 순창IC ~ 주산리간 도로(순창군 순창읍 가남리 ~ 곡성군 옥과면 주산리) 7.2 km 구간 확장 개통 및 기존 구간 폐지[30]
- 2013년 6월 7일 : 순창 ~ 운암간 도로 개통으로 인해 기존 순창군 인계면 도룡리 ~ 임실군 운암면 마암리 25.266 km 구간 폐지[31]
- 2016년 3월 27일 : 벌교 ~ 주암간 도로 1공구(보성군 벌교읍 고읍리 ~ 순천시 외서면 금성리) 10.34 km 구간 확장 개통, 기존 12.04 km 구간 폐지[32]
- 2016년 10월 31일 : 벌교 ~ 주암간 도로 2공구(순천시 외서면 쌍율리 ~ 순천시 송광면 이읍리) 4.5 km 구간 확장 개통, 기존 5.7 km 구간 폐지[33]
- 2021년 6월 22일: 기점을 전라남도 고흥군 금산면 오천리에서 전라남도 완도군 고금면 덕암리로 연장, 이에 따라 '고흥 ~ 군산선'에서 '완도 ~ 군산선'으로 됨. 기존 전라남도 고흥군 금산면 오천리 오천항 ~ 신전리 구간은 지정 해제[34]

## 주요 경유지
전라남도
- 완도군 (고금면 · 약산면 · 금일읍 · 금당면) - 고흥군 (금산면 · 도양읍 · 도덕면 · 풍양면 · 고흥읍 · 두원면 · 점암면 · 과역면 · 남양면 · 대서면 · 동강면) - 보성군 벌교읍 - 순천시 (외서면 · 송광면 · 주암면) - 곡성군 (석곡면 · 삼기면 · 겸면 · 옥과면)

전북특별자치도
- 순창군 (풍산면 · 순창읍 · 인계면) - 임실군 (덕치면 · 강진면 · 운암면) - 완주군 구이면 - 전주시 완산구 (원당동 · 석구동 · 평화동 · 서학동 · 동완산동 · 완산동 · 중화산동) - 완주군 이서면 - 전주시 완산구 중동 - 완주군 이서면 - 전주시 덕진구 (원동 · 성덕동 · 용정동 · 화전동) - 완주군 삼례읍 - 익산시 (춘포면 · 금강동 · 동산동 · 인화동 · 평화동 · 송학동 · 오산면) - 군산시 (임피면 · 서수면 · 임피면 · 성산면 · 개정면 · 구암동 · 경암동 · 중동 · 금암동 · 신영동 · 장미동 · 영화동)

## 노선
- (■): 자동차 전용도로 구간

### 전라남도
| 이름                                         | 접속 노선                                                      | 소재지                                                    | 소재지                                             | 비고                                                                                  |
| -------------------------------------------- | -------------------------------------------------------------- | --------------------------------------------------------- | -------------------------------------------------- | ------------------------------------------------------------------------------------- |
| 고금도성당                                   | 국도 제77호선 (고금로)                                         | 완도군                                                    | 고금면                                             | 기점                                                                                  |
| 고금시외버스터미널                           |                                                                | 완도군                                                    | 고금면                                             |                                                                                       |
| 고금면소재지                                 | 고금동로2번길                                                  | 완도군                                                    | 고금면                                             |                                                                                       |
| 고금면도남리                                 | 고금남로                                                       | 완도군                                                    | 고금면                                             |                                                                                       |
| 동녕고개                                     |                                                                | 완도군                                                    | 고금면                                             |                                                                                       |
| 약산연도교                                   |                                                                | 완도군                                                    | 고금면                                             |                                                                                       |
|                                              | 약산면                                                         | 완도군                                                    |                                                    |                                                                                       |
| 천동고개                                     |                                                                | 완도군                                                    |                                                    |                                                                                       |
| 여동교                                       |                                                                | 완도군                                                    |                                                    |                                                                                       |
| 가래고개                                     |                                                                | 완도군                                                    |                                                    |                                                                                       |
| 약산면해동리                                 | 약산로 약산일주로                                              | 완도군                                                    |                                                    |                                                                                       |
| 당목항                                       |                                                                | 완도군                                                    |                                                    |                                                                                       |
| (교량 이름 미상)                             |                                                                | 완도군                                                    | 미개통 구간                                        |                                                                                       |
| (교량 이름 미상)                             | 금일읍                                                         | 완도군                                                    | 미개통 구간                                        |                                                                                       |
| 평일도                                       |                                                                | 완도군                                                    | 미개통 구간                                        |                                                                                       |
| (교량 이름 미상)                             |                                                                | 완도군                                                    | 미개통 구간                                        |                                                                                       |
| 신도                                         |                                                                | 완도군                                                    | 미개통 구간                                        |                                                                                       |
| (교량 이름 미상)                             |                                                                | 완도군                                                    | 미개통 구간                                        |                                                                                       |
|                                              | 금당면                                                         | 완도군                                                    | 미개통 구간                                        |                                                                                       |
| 금당도                                       |                                                                | 완도군                                                    | 미개통 구간                                        |                                                                                       |
| (교량 이름 미상)                             |                                                                | 완도군                                                    | 미개통 구간                                        |                                                                                       |
|                                              | 고흥군                                                         | 금산면                                                    | 미개통 구간                                        |                                                                                       |
| 연홍도                                       | 고흥군                                                         | 금산면                                                    | 미개통 구간                                        |                                                                                       |
| (교량 이름 미상)                             | 고흥군                                                         | 금산면                                                    | 미개통 구간                                        |                                                                                       |
| 대흥 회전교차로                              | 고흥군                                                         | 금산면                                                    | 돈청길                                             |                                                                                       |
| 신촌 회전교차로                              | 고흥군                                                         | 금산면                                                    | 거금일주로                                         |                                                                                       |
| 금진터널                                     | 고흥군                                                         | 금산면                                                    |                                                    | 연장 235m                                                                             |
| 금진 교차로                                  | 고흥군                                                         | 금산면                                                    | 거금일주로 평전길                                  |                                                                                       |
| 거금대교                                     | 고흥군                                                         | 금산면                                                    |                                                    | 연장 2028m                                                                            |
| 거금대교                                     | 고흥군                                                         | 도양읍                                                    |                                                    | 연장 2028m                                                                            |
| 소록터널                                     | 고흥군                                                         |                                                           | 연장 395m                                          |                                                                                       |
| 소록삼거리                                   | 고흥군                                                         | 소록선창길 소록해안길                                     |                                                    |                                                                                       |
| 소록교 소록대교                              | 고흥군                                                         |                                                           |                                                    |                                                                                       |
| 녹동2 교차로                                 | 고흥군                                                         | 지방도 제830호선 (도양해안로) 목넘가는길                  | 하행만 진출입 가능                                 |                                                                                       |
| 녹동교                                       | 고흥군                                                         |                                                           |                                                    |                                                                                       |
| 녹동2 교차로                                 | 고흥군                                                         | 지방도 제830호선 (도양해안로) 목넘가는길                  | 상행만 진출입 가능                                 |                                                                                       |
| 용정교                                       | 고흥군                                                         |                                                           |                                                    |                                                                                       |
| 용정 교차로 (차경사거리)                     | 고흥군                                                         | 국도 제77호선 (우주항공로) 차경구렁목길                   | 국도 제77호선과 중복                               |                                                                                       |
| 상유삼거리                                   | 고흥군                                                         | 고흥로                                                    | 국도 제77호선과 중복                               |                                                                                       |
| 도촌 교차로                                  | 고흥군                                                         | 고흥로 도촌길                                             | 국도 제77호선과 중복                               | 도덕면                                                                                |
| 도덕 교차로                                  | 고흥군                                                         | 고흥로                                                    | 국도 제77호선과 중복                               | 도덕면                                                                                |
| 신양교                                       | 고흥군                                                         |                                                           | 국도 제77호선과 중복                               | 도덕면                                                                                |
| 당두 교차로                                  | 고흥군                                                         | 공호길                                                    | 국도 제77호선과 중복                               | 풍양면                                                                                |
| 풍양 교차로                                  | 고흥군                                                         | 호산로                                                    | 국도 제77호선과 중복                               | 풍양면                                                                                |
| 보천1교 보천2교                              | 고흥군                                                         |                                                           | 국도 제77호선과 중복                               | 풍양면                                                                                |
| 상림 교차로                                  | 고흥군                                                         | 지방도 제851호선 (고흥로)                                 | 국도 제77호선과 중복 상행 진출 불가 하행 진입 불가 | 풍양면                                                                                |
| 등암 교차로                                  | 고흥군                                                         | 고흥로                                                    | 고흥읍                                             | 국도 제77호선과 중복                                                                  |
| 봉계 교차로                                  | 고흥군                                                         | 봉계2길                                                   | 고흥읍                                             | 국도 제77호선과 중복                                                                  |
| 호형 교차로                                  | 고흥군                                                         | 국도 제15호선 국가지원지방도 제15호선 (우주로) 봉동주공길 | 고흥읍                                             | 국도 제77호선과 중복 하행 진출 불가 상행 진입 불가                                    |
| 호형교                                       | 고흥군                                                         |                                                           | 고흥읍                                             | 국도 제77호선과 중복                                                                  |
| 호형 교차로                                  | 고흥군                                                         | 국도 제15호선 국가지원지방도 제15호선 (우주로) 학교길     | 고흥읍                                             | 국도 제15, 77호선과 중복 국가지원지방도 제15호선과 중복 상행 진출 불가 하행 진입 불가 |
| 남계교                                       | 고흥군                                                         |                                                           | 고흥읍                                             | 국도 제15, 77호선과 중복 국가지원지방도 제15호선과 중복                               |
| 남계 교차로                                  | 고흥군                                                         | 고흥로                                                    | 고흥읍                                             | 국도 제15, 77호선과 중복 국가지원지방도 제15호선과 중복                               |
| 지등 교차로                                  | 고흥군                                                         | 고흥로                                                    | 두원면                                             | 국도 제15, 77호선과 중복 국가지원지방도 제15호선과 중복                               |
| 장항교                                       | 고흥군                                                         |                                                           | 두원면                                             | 국도 제15, 77호선과 중복 국가지원지방도 제15호선과 중복                               |
| 운대 교차로                                  | 고흥군                                                         | 지방도 제830호선 (두원운석길) 고흥로 금오길               | 두원면                                             | 국도 제15, 77호선과 중복 국가지원지방도 제15호선과 중복                               |
| 두원교                                       | 고흥군                                                         |                                                           | 두원면                                             | 국도 제15, 77호선과 중복 국가지원지방도 제15호선과 중복                               |
| 신안 교차로                                  | 고흥군                                                         | 고흥로                                                    | 점암면                                             | 국도 제15, 77호선과 중복 국가지원지방도 제15호선과 중복                               |
| 연봉교                                       | 고흥군                                                         |                                                           | 점암면                                             | 국도 제15, 77호선과 중복 국가지원지방도 제15호선과 중복                               |
| 연봉 교차로                                  | 고흥군                                                         | 지방도 제855호선 (해창로) 고흥로                          | 점암면                                             | 국도 제15, 77호선과 중복 국가지원지방도 제15호선과 중복                               |
| 사정육교                                     | 고흥군                                                         |                                                           | 점암면                                             | 국도 제15, 77호선과 중복 국가지원지방도 제15호선과 중복                               |
| 석봉 교차로                                  | 고흥군                                                         | 과역로                                                    | 과역면                                             | 국도 제15, 77호선과 중복 국가지원지방도 제15호선과 중복                               |
| 과역 교차로                                  | 고흥군                                                         | 고흥로                                                    | 과역면                                             | 국도 제15, 77호선과 중복 국가지원지방도 제15호선과 중복                               |
| 노송 교차로                                  | 고흥군                                                         | 고흥로 과역로                                             | 과역면                                             | 국도 제15, 77호선과 중복 국가지원지방도 제15호선과 중복                               |
| 대곡교                                       | 고흥군                                                         |                                                           | 과역면                                             | 국도 제15, 77호선과 중복 국가지원지방도 제15호선과 중복                               |
| 남양 교차로                                  | 고흥군                                                         | 고흥로 남양로 남양희망길                                  | 남양면                                             | 국도 제15, 77호선과 중복 국가지원지방도 제15호선과 중복                               |
| 탄포 교차로                                  | 고흥군                                                         | 국도 제77호선 (고흥로) 아평길 운교주곡길                  | 남양면                                             | 국도 제15, 77호선과 중복 국가지원지방도 제15호선과 중복                               |
| 계매 교차로                                  | 고흥군                                                         | 고흥로 온동길                                             | 동강면                                             | 국도 제15호선과 중복 국가지원지방도 제15호선과 중복                                   |
| 유둔2교                                      | 고흥군                                                         |                                                           | 동강면                                             | 국도 제15호선과 중복 국가지원지방도 제15호선과 중복                                   |
| 동강 교차로                                  | 고흥군                                                         | 동서로 동강중촌길                                         | 동강면                                             | 국도 제15호선과 중복 국가지원지방도 제15호선과 중복                                   |
| 동강2교 매곡교                               | 고흥군                                                         |                                                           | 동강면                                             | 국도 제15호선과 중복 국가지원지방도 제15호선과 중복                                   |
| 매곡 교차로                                  | 고흥군                                                         | 고흥로 동강신정길                                         | 동강면                                             | 국도 제15호선과 중복 국가지원지방도 제15호선과 중복                                   |
| 장덕 교차로                                  | 고흥군                                                         | 고흥로                                                    | 동강면                                             | 국도 제15호선과 중복 국가지원지방도 제15호선과 중복 하행 진입 불가                    |
| 한천1교                                      | 고흥군                                                         |                                                           | 동강면                                             | 국도 제15호선과 중복 국가지원지방도 제15호선과 중복                                   |
| 한천 교차로                                  | 고흥군                                                         | 고흥로 (10호선 남해고속도로)                              | 동강면                                             | 국도 제15호선과 중복 국가지원지방도 제15호선과 중복 고흥 나들목과 연결                |
| 안정교                                       |                                                                | 보성군                                                    | 벌교읍                                             | 국도 제15호선과 중복 국가지원지방도 제15호선과 중복                                   |
| 벌교 교차로                                  | 국도 제2호선 지방도 제843호선 (녹색로)                         | 보성군                                                    | 벌교읍                                             | 국도 제15호선과 중복 국가지원지방도 제15호선과 중복                                   |
| 벌교터널                                     |                                                                | 보성군                                                    | 벌교읍                                             | 국도 제15호선과 중복 국가지원지방도 제15호선과 중복 연장 약 745m                      |
| 전동1교                                      |                                                                | 보성군                                                    | 벌교읍                                             | 국도 제15호선과 중복 국가지원지방도 제15호선과 중복                                   |
| 전동 교차로                                  | 채동선로                                                       | 보성군                                                    | 벌교읍                                             | 국도 제15호선과 중복 국가지원지방도 제15호선과 중복 상행 진입 불가 하행 진출 불가     |
| 고읍 교차로                                  | 채동선로                                                       | 보성군                                                    | 벌교읍                                             | 국도 제15호선과 중복 국가지원지방도 제15호선과 중복 상행 진입 불가 하행 진출 불가     |
| 벌교천교                                     |                                                                | 보성군                                                    | 벌교읍                                             | 국도 제15호선과 중복 국가지원지방도 제15호선과 중복                                   |
| 낙성 교차로                                  | 채동선로 벌교중흥길 벌교지동길                                 | 보성군                                                    | 벌교읍                                             | 국도 제15호선과 중복 국가지원지방도 제15호선과 중복 상행 진출 불가 하행 진입 불가     |
| 용동교 동산교 행정교 추동1교 추동2교 추동3교 |                                                                | 보성군                                                    | 벌교읍                                             | 국도 제15호선과 중복 국가지원지방도 제15호선과 중복                                   |
| 석거리재터널                                 |                                                                | 보성군                                                    | 벌교읍                                             | 국도 제15호선과 중복 국가지원지방도 제15호선과 중복 연장 약 520m                      |
| 석거리재터널                                 |                                                                | 순천시                                                    | 외서면                                             | 국도 제15호선과 중복 국가지원지방도 제15호선과 중복 연장 약 520m                      |
| 외서 교차로                                  | 국가지원지방도 제58호선 (쌍향수길)                             | 순천시                                                    | 외서면                                             | 국도 제15호선과 중복 국가지원지방도 제15호선과 중복                                   |
| 월평교                                       |                                                                | 순천시                                                    | 외서면                                             | 국도 제15호선과 중복 국가지원지방도 제15호선과 중복                                   |
| 쌍율 교차로                                  | 쌍율길 쌍향수길                                                | 순천시                                                    | 외서면                                             | 국도 제15호선과 중복 국가지원지방도 제15호선과 중복                                   |
| 하율교                                       |                                                                | 순천시                                                    | 외서면                                             | 국도 제15호선과 중복 국가지원지방도 제15호선과 중복                                   |
| 구룡교                                       |                                                                | 순천시                                                    | 송광면                                             | 국도 제15호선과 중복 국가지원지방도 제15호선과 중복                                   |
| 구룡 교차로                                  | 쌍향수길                                                       | 순천시                                                    | 송광면                                             | 국도 제15호선과 중복 국가지원지방도 제15호선과 중복                                   |
| (생태이동통로1)                              |                                                                | 순천시                                                    | 송광면                                             | 국도 제15호선과 중복 국가지원지방도 제15호선과 중복 연장 약 75m                       |
| 송광교                                       |                                                                | 순천시                                                    | 송광면                                             | 국도 제15호선과 중복 국가지원지방도 제15호선과 중복                                   |
| 이읍 교차로                                  | 쌍향수길                                                       | 순천시                                                    | 송광면                                             | 국도 제15호선과 중복 국가지원지방도 제15호선과 중복                                   |
| 송광면사무소                                 |                                                                | 순천시                                                    | 송광면                                             | 국도 제15호선과 중복 국가지원지방도 제15호선과 중복                                   |
| 곡천삼거리                                   | 국도 제15호선 국도 제18호선 국가지원지방도 제15호선 (송광사길) | 순천시                                                    | 송광면                                             | 국도 제15호선과 중복 국도 제18호선과 중복 국가지원지방도 제15호선과 중복              |
| 송광정류장                                   |                                                                | 순천시                                                    | 송광면                                             | 국도 제18호선과 중복                                                                  |
| (평촌)                                       | 지방도 제897호선 (후곡길)                                      | 순천시                                                    | 송광면                                             | 국도 제18호선과 중복 지방도 제897호선과 중복                                          |
| 송광사삼거리                                 | 지방도 제897호선 (송광사안길)                                  | 순천시                                                    | 송광면                                             | 국도 제18호선과 중복 지방도 제897호선과 중복                                          |
| 파인힐스CC                                   |                                                                | 순천시                                                    | 주암면                                             | 국도 제18호선과 중복                                                                  |
| 문길삼거리                                   | 국도 제18호선 국도 제22호선 (동주로)                           | 순천시                                                    | 주암면                                             | 국도 제18호선과 중복 국도 제22호선과 중복                                             |
| 주암 나들목                                  | 25호선 호남고속도로                                            | 순천시                                                    | 주암면                                             | 국도 제22호선과 중복                                                                  |
| 주암초등학교                                 |                                                                | 순천시                                                    | 주암면                                             | 국도 제22호선과 중복                                                                  |
| 구산삼거리                                   | 구산강변길                                                     | 순천시                                                    | 주암면                                             | 국도 제22호선과 중복                                                                  |
| 광천교                                       |                                                                | 순천시                                                    | 주암면                                             | 국도 제22호선과 중복                                                                  |
| 주암사거리                                   | 국도 제22호선 (동주로) 주암호길                                | 순천시                                                    | 주암면                                             | 국도 제22호선과 중복                                                                  |
| 광천소교                                     | 궁각길                                                         | 순천시                                                    | 주암면                                             |                                                                                       |
| (한곡입구)                                   | 한곡길                                                         | 순천시                                                    | 주암면                                             |                                                                                       |
| (대구리)                                     | 대구길                                                         | 순천시                                                    | 주암면                                             |                                                                                       |
| 주암농공단지                                 |                                                                | 순천시                                                    | 주암면                                             |                                                                                       |
| 군계교                                       |                                                                | 순천시                                                    | 주암면                                             |                                                                                       |
| 곡성군                                       | 석곡면                                                         |                                                           |                                                    |                                                                                       |
| 곡성군                                       | 석곡면                                                         | 앞고개                                                    |                                                    |                                                                                       |
| 곡성군                                       | 석곡면                                                         | 석곡 나들목                                               | 25호선 호남고속도로                                |                                                                                       |
| 곡성군                                       | 석곡면                                                         | 홍천교                                                    |                                                    |                                                                                       |
| 곡성군                                       | 석곡면                                                         | 석곡 교차로 (석곡중학교)                                  | 석곡로                                             |                                                                                       |
| 곡성군                                       | 석곡면                                                         | 석곡교                                                    |                                                    |                                                                                       |
| 곡성군                                       | 석곡면                                                         | 죽산마을입구                                              | 노치로 죽산길                                      | 하행만 진출입 가능                                                                    |
| 곡성군                                       | 석곡면                                                         | 능파사거리                                                | 대황강로 석곡로                                    |                                                                                       |
| 곡성군                                       | 석곡면                                                         | 석곡농공단지                                              | 연반농공길                                         |                                                                                       |
| 곡성군                                       | 석곡면                                                         | 백천교                                                    |                                                    |                                                                                       |
| 곡성군                                       | (근촌)                                                         | 노치로                                                    | 삼기면                                             |                                                                                       |
| 곡성군                                       | 삼기초등학교 통명분교(폐교)                                    |                                                           | 삼기면                                             |                                                                                       |
| 곡성군                                       | 삼기삼거리                                                     | 국가지원지방도 제60호선 (곡성로)                          | 삼기면                                             | 국가지원지방도 제60호선과 중복                                                        |
| 곡성군                                       | 곡성 나들목                                                    | 25호선 호남고속도로                                       | 삼기면                                             | 국가지원지방도 제60호선과 중복                                                        |
| 곡성군                                       | 삼기면사무소 삼기초등학교                                      |                                                           | 삼기면                                             | 국가지원지방도 제60호선과 중복                                                        |
| 곡성군                                       | 흥복교                                                         |                                                           | 겸면                                               | 국가지원지방도 제60호선과 중복                                                        |
| 곡성군                                       | 흥복삼거리                                                     | 산이재로                                                  | 겸면                                               | 국가지원지방도 제60호선과 중복                                                        |
| 곡성군                                       | 겸면사무소 겸면초등학교(폐교)                                  |                                                           | 겸면                                               | 국가지원지방도 제60호선과 중복                                                        |
| 곡성군                                       | 평장삼거리                                                     | 국도 제13호선 국가지원지방도 제60호선 (옥순로)            | 겸면                                               | 국도 제13호선과 중복 국가지원지방도 제60호선과 중복                                   |
| 곡성군                                       | 무창 교차로                                                    | 국도 제13호선 (입면로) 곡순로 죽림5길                     | 옥과면                                             | 국도 제13호선과 중복                                                                  |
| 곡성군                                       | 옥과천교                                                       |                                                           | 옥과면                                             |                                                                                       |
| 곡성군                                       | 주산 교차로                                                    | 곡순로 배감길                                             | 옥과면                                             |                                                                                       |
| 곡성군                                       | 우치고개지하차도                                               |                                                           | 옥과면                                             |                                                                                       |

### 전북특별자치도
| 이름                                        | 접속 노선                                                         | 소재지 | 소재지                                                    | 비고                                                  |
| ------------------------------------------- | ----------------------------------------------------------------- | ------ | --------------------------------------------------------- | ----------------------------------------------------- |
| 우치고개지하차도                            |                                                                   | 순창군 | 풍산면                                                    |                                                       |
| 덕산 교차로                                 | 곡순로 풍산로                                                     | 순창군 | 풍산면                                                    |                                                       |
| 풍산 교차로                                 | 지방도 제730호선 (금풍로) 곡순로                                  | 순창군 | 풍산면                                                    | 지방도 제730호선과 중복                               |
| 대정 교차로                                 | 곡순로                                                            | 순창군 | 순창읍                                                    | 지방도 제730호선과 중복                               |
| 가남농공단지                                |                                                                   | 순창군 | 순창읍                                                    | 지방도 제730호선과 중복                               |
| 순창 나들목 (순창남 교차로) (순창북 교차로) | 12호선 광주대구고속도로                                           | 순창군 | 순창읍                                                    | 지방도 제730호선과 중복                               |
| 순창삼거리                                  | 순창로                                                            | 순창군 | 순창읍                                                    | 지방도 제730호선과 중복                               |
| 유등사거리                                  | 지방도 제730호선 (유등로) 순창6길                                 | 순창군 | 순창읍                                                    | 지방도 제730호선과 중복                               |
| 은행삼거리                                  | 장류로                                                            | 순창군 | 순창읍                                                    |                                                       |
| 제일고삼거리 (순창제일고등학교)             | 국도 제24호선 (담순로)                                            | 순창군 | 순창읍                                                    | 국도 제24호선과 중복                                  |
| 관서삼거리                                  | 순창로                                                            | 순창군 | 순창읍                                                    | 국도 제24호선과 중복                                  |
| 순창고교 교차로                             | 국도 제24호선 지방도 제729호선 (담순로) 옥천로                    | 순창군 | 순창읍                                                    | 국도 제24호선과 중복 지방도 제729호선과 중복          |
| 신기 교차로                                 | 지방도 제729호선 (광암로)                                         | 순창군 | 순창읍                                                    | 지방도 제729호선과 중복                               |
| 복실 교차로                                 | 인덕로                                                            | 순창군 | 순창읍                                                    |                                                       |
| 인계 교차로                                 | 국도 제21호선 (인성로)                                            | 순창군 | 인계면                                                    |                                                       |
| 쌍암 교차로                                 | 안정로                                                            | 순창군 | 인계면                                                    |                                                       |
| 장암 교차로                                 | 인덕로                                                            | 임실군 | 덕치면                                                    |                                                       |
| 두무터널                                    |                                                                   | 임실군 | 덕치면                                                    | 상행 연장 690m 하행 연장 722m                         |
| 덕치터널                                    |                                                                   | 임실군 | 덕치면                                                    | 연장 약 95m                                           |
| 덕치 교차로                                 | 인덕로                                                            | 임실군 | 덕치면                                                    | 국도 제30호선과 연결                                  |
| 섬진강교                                    |                                                                   | 임실군 | 덕치면                                                    |                                                       |
|                                             | 강진면                                                            | 임실군 |                                                           |                                                       |
| 오두목교                                    |                                                                   | 임실군 |                                                           |                                                       |
| 강진필봉터널                                |                                                                   | 임실군 | 연장 540m                                                 |                                                       |
| 필봉 교차로                                 | 강운로 필봉굿길                                                   | 임실군 |                                                           |                                                       |
| 학석 교차로                                 | 강운로 학석1길                                                    | 임실군 |                                                           |                                                       |
| 밤재터널                                    |                                                                   | 임실군 | 상행 연장 500m 하행 연장 480m                             |                                                       |
| 밤재터널                                    | 운암면                                                            | 임실군 | 상행 연장 500m 하행 연장 480m                             |                                                       |
| 모시울 교차로                               | 지방도 제717호선 (강운로)                                         | 임실군 | 지방도 제717호선과 중복                                   |                                                       |
| 운암터널                                    |                                                                   | 임실군 | 지방도 제717호선과 중복 상행 연장 1,105m 하행 연장 1,120m |                                                       |
| 운종 교차로                                 | 지방도 제717호선 (운종길)                                         | 임실군 | 지방도 제717호선과 중복                                   |                                                       |
| 운암대교                                    |                                                                   | 임실군 |                                                           |                                                       |
|                                             |                                                                   | 임실군 |                                                           |                                                       |
| 새터 교차로                                 | 구이로                                                            | 완주군 | 구이면                                                    |                                                       |
| 상용1교                                     |                                                                   | 완주군 | 구이면                                                    |                                                       |
| 상용 교차로                                 | 국가지원지방도 제49호선 국가지원지방도 제55호선 (정읍완주간 도로) | 완주군 | 구이면                                                    | 국가지원지방도 제49, 55호선과 중복                    |
| 백여1교 백여2교 백여3교                     |                                                                   | 완주군 | 구이면                                                    | 국가지원지방도 제49, 55호선과 중복                    |
| 백여 교차로                                 | 국가지원지방도 제49호선 국가지원지방도 제55호선 (구이로)          | 완주군 | 구이면                                                    | 국가지원지방도 제49, 55호선과 중복                    |
| 대덕 교차로                                 | 지방도 제714호선 (계안로)                                         | 완주군 | 구이면                                                    | 상행 진출 불가 하행 진입 불가                         |
| 대덕교                                      |                                                                   | 완주군 | 구이면                                                    |                                                       |
| 계곡터널                                    |                                                                   | 완주군 | 구이면                                                    | 연장 290m                                             |
| 신기1교 신기2교                             |                                                                   | 완주군 | 구이면                                                    |                                                       |
| 교동 교차로 (계곡육교)                      | 구이로                                                            | 완주군 | 구이면                                                    | 상행 진출 불가 하행 진입 불가                         |
| 동성교                                      |                                                                   | 완주군 | 구이면                                                    |                                                       |
| 항가 교차로                                 | 항가반월길                                                        | 완주군 | 구이면                                                    |                                                       |
| 모악 교차로 (모악육교)                      | 모악산길                                                          | 완주군 | 구이면                                                    |                                                       |
| 모악교                                      |                                                                   | 완주군 | 구이면                                                    |                                                       |
| 모악터널                                    |                                                                   | 완주군 | 구이면                                                    | 연장 325m                                             |
| 두현2교 원당1교                             |                                                                   | 완주군 | 구이면                                                    |                                                       |
| 원당 교차로                                 | 모악로 모악산자락길                                               | 전주시 | 완산구                                                    |                                                       |
| 추동교                                      |                                                                   | 전주시 | 완산구                                                    |                                                       |
| 구이 교차로                                 | 국도 제21호선 (호남로)                                            | 전주시 | 완산구                                                    | 국도 제21호선과 중복                                  |
| 하봉교                                      |                                                                   | 전주시 | 완산구                                                    | 국도 제21호선과 중복                                  |
| 중인 교차로                                 | 지방도 제712호선 (우림로)                                         | 전주시 | 완산구                                                    | 국도 제21호선과 중복                                  |
| 황소교                                      |                                                                   | 전주시 | 완산구                                                    | 국도 제21호선과 중복                                  |
| 쑥고개 교차로                               | 국도 제1호선 국도 제21호선 (쑥고개로)                             | 전주시 | 완산구                                                    | 국도 제1호선과 중복 국도 제21호선과 중복              |
| 마산1교                                     |                                                                   | 전주시 | 완산구                                                    | 국도 제1호선과 중복                                   |
| 마산2교                                     |                                                                   | 완주군 | 이서면                                                    | 국도 제1호선과 중복                                   |
| 상개졸음쉼터                                |                                                                   | 완주군 | 이서면                                                    | 국도 제1호선과 중복 하행 전용                         |
| 금평육교                                    |                                                                   | 완주군 | 이서면                                                    | 국도 제1호선과 중복                                   |
| 이서 교차로                                 | 지방도 제716호선 (콩쥐팥쥐로)                                     | 완주군 | 이서면                                                    | 국도 제1호선과 중복                                   |
| 갈산2교 양동1육교 갈동육교                  |                                                                   | 완주군 | 이서면                                                    | 국도 제1호선과 중복                                   |
| 대흥 교차로 (성곡육교)                      | 국도 제21호선 국도 제26호선 (번영로)                              | 전주시 | 덕진구                                                    | 국도 제1호선과 중복 상행 진입 불가 하행 진출 불가     |
| 성곡교                                      |                                                                   | 전주시 | 덕진구                                                    | 국도 제1호선과 중복                                   |
| 용정 분기점                                 | 국도 제21호선 (새만금북로)                                        | 전주시 | 덕진구                                                    | 국도 제1호선과 중복                                   |
| 만경강교                                    |                                                                   | 전주시 | 덕진구                                                    | 국도 제1호선과 중복                                   |
|                                             | 완주군                                                            | 삼례읍 |                                                           | 국도 제1호선과 중복                                   |
| 해전 분기점 해전 교차로                     | 완주군                                                            | 삼례읍 | 국도 제1호선 (호남로) 평동로                              | 국도 제1호선과 중복                                   |
| 중해전 교차로                               | 완주군                                                            | 삼례읍 | 해전길                                                    |                                                       |
| 익산교                                      |                                                                   | 익산시 | 춘포면                                                    |                                                       |
| 용연 교차로                                 | 춘포로                                                            | 익산시 | 춘포면                                                    |                                                       |
| 춘포철도육교                                |                                                                   | 익산시 | 춘포면                                                    |                                                       |
| 춘포 교차로                                 | 춘포3길                                                           | 익산시 | 춘포면                                                    |                                                       |
| 덕실 교차로                                 | 춘포로 덕실길                                                     | 익산시 | 춘포면                                                    |                                                       |
| 신평 교차로                                 | 춘포로 덕실1길                                                    | 익산시 | 춘포면                                                    |                                                       |
| 금강교                                      |                                                                   | 익산시 | 춘포면                                                    |                                                       |
|                                             | 동산동                                                            | 익산시 |                                                           |                                                       |
| 금강 교차로                                 | 춘포로 하나로                                                     | 익산시 |                                                           |                                                       |
| 신기교 동산교                               |                                                                   | 익산시 |                                                           |                                                       |
| 동익산사거리                                | 서동로                                                            | 익산시 | 인화동                                                    |                                                       |
| 등기소사거리                                | 주현로 목천로13길                                                 | 익산시 | 인화동                                                    |                                                       |
| 인화사거리                                  | 인북로                                                            | 익산시 | 인화동                                                    |                                                       |
| 평화사거리                                  | 익산대로 평동로                                                   | 익산시 | 평화동                                                    |                                                       |
| 평화삼거리                                  | 익산대로                                                          | 익산시 | 평화동                                                    |                                                       |
| 이리송학초등학교                            |                                                                   | 익산시 | 송학동                                                    |                                                       |
| (이름 없음)                                 | 학곤로                                                            | 익산시 | 송학동                                                    |                                                       |
| 송학현대사거리                              | 군익로 배산로                                                     | 익산시 | 송학동                                                    |                                                       |
| 장신사거리                                  | 선화로6길 학곤로16길                                              | 익산시 | 송학동                                                    |                                                       |
| 송학 교차로                                 | 국도 제23호선 (무왕로)                                            | 익산시 | 오산면                                                    | 국도 제23호선과 중복                                  |
| (외검)                                      | 항쟁로                                                            | 익산시 | 오산면                                                    | 국도 제23호선과 중복                                  |
| 장신 교차로                                 | 오산로                                                            | 익산시 | 오산면                                                    | 국도 제23호선과 중복                                  |
| 영만교 청수교                               |                                                                   | 익산시 | 오산면                                                    | 국도 제23호선과 중복                                  |
| 영만 교차로                                 | 국도 제23호선 (서부로)                                            | 익산시 | 오산면                                                    | 국도 제23호선과 중복                                  |
| 영창교                                      |                                                                   | 군산시 | 서수면                                                    |                                                       |
| 서수 교차로                                 | 지방도 제718호선 (탑천로)                                         | 군산시 | 서수면                                                    |                                                       |
| 계남 교차로                                 | 지방도 제711호선 (동군산로)                                       | 군산시 | 임피면                                                    | 지방도 제711호선과 중복                               |
| 임피 교차로                                 | 지방도 제711호선 (함안로)                                         | 군산시 | 임피면                                                    | 지방도 제711호선과 중복 상행 진출 불가 하행 진입 불가 |
| 창오 교차로                                 | 동군산로                                                          | 군산시 | 성산면                                                    |                                                       |
| 와동 교차로                                 | 아산1길                                                           | 군산시 | 성산면                                                    |                                                       |
| 고봉 교차로                                 | 지방도 제706호선 (구암로)                                         | 군산시 | 성산면                                                    | 군산 나들목과 연결                                    |
| 호덕 교차로                                 | 국도 제21호선 국도 제29호선 (금강로)                              | 군산시 | 개정면                                                    | 국도 제21호선과 중복                                  |
| 구암삼거리                                  | 구암3.1로                                                         | 군산시 | 구암동                                                    | 국도 제21호선과 중복                                  |
| 잠두삼거리                                  | 백릉로                                                            | 군산시 | 구암동                                                    | 국도 제21호선과 중복                                  |
| 구암교삼거리                                | 구암3.1로                                                         | 군산시 | 구암동                                                    | 국도 제21호선과 중복                                  |
| 연안사거리                                  | 조촌로                                                            | 군산시 | 경암동                                                    | 국도 제21호선과 중복                                  |
| 진포사거리                                  | 진포로                                                            | 군산시 | 경암동                                                    | 국도 제21호선과 중복                                  |
| 경암사거리                                  | 해망로                                                            | 군산시 | 경암동                                                    | 국도 제21호선과 중복                                  |
| 경우회앞                                    | 죽성로                                                            | 군산시 | 중앙동                                                    | 국도 제21호선과 중복                                  |
| 내항사거리                                  | 국도 제21호선 국도 제26호선 (해망로)                              | 군산시 | 월명동                                                    | 국도 제21호선과 중복 국도 제26호선과 중복             |
| 중앙사거리                                  | 국도 제26호선 (중앙로) 대학로                                     | 군산시 | 월명동                                                    | 국도 제26호선과 중복 종점                             |

기존 구간 (2009년 이전 노선)
- 전주시 원당 교차로 - 삼천교 - 신평1교 - 신평2교 - 신평3교 - 평화1교 - 평화2교 - 평화3교 - 평화4교 - 평화주공생태공원 - 꽃밭정이네거리 - 평화1동주민센터 - 전주서학동우체국 - 전주교대전주부설초등학교 - 싸전다리 교차로 - 싸전다리 - 전동성당 - 풍남문 교차로 - 전라북도예술회관 - 충경로사거리 - 전주풍패지관 - 다가교사거리 - 다가교 - 다가교 서단 - 전주신흥고등학교 - 전주기전대학 - 어은교 서단 - 진북교 서단 - 서신교 서단 - 통일광장 - 서곡교 - 서곡사거리 - 미래페이퍼 - 하나로마트 전주점 - 화개네거리 - 한국전력공사 김제전력지사 - 호남제일문광장 - 전주반월초등학교 - 동산광장 - 동산육교 - 삼례교 - 삼례 교차로

## 도로명
전라남도
- 고흥군 금산면 오천항 ~ 신촌 회전교차로 : 거금일주로
- 고흥군 금산면 신촌 회전교차로 ~ 도양읍 용정 교차로(차경사거리) : 거금로
- 고흥군 도양읍 용정 교차로(차경사거리) ~ 보성군 벌교읍 석거리재터널 : 우주항공로
- 순천시 외서면 석거리재터널 ~ 송광면 이읍 교차로 : 조계산로
- 순천시 송광면 이읍 교차로 ~ 곡천삼거리 : 쌍향수길
- 순천시 송광면 곡천삼거리 ~ 주암면 문길삼거리 : 송광사길
- 순천시 주암면 문길삼거리 ~ 주암사거리 : 동주로
- 순천시 주암면 주암사거리 ~ 곡성군 석곡면 능파사거리 : 주석로
- 곡성군 석곡면 능파사거리 ~ 옥과면 무창 교차로 : 곡순로
- 곡성군 옥과면 무창 교차로 ~ 우치고개지하차도 : 옥순로

전북특별자치도
- 순창군 풍산면 우치고개지하차도 ~ 순창읍 대정 교차로 : 옥순로
- 순창군 순창읍 대정 교차로 ~ 순창삼거리 : 순창로
- 순창군 순창읍 순창삼거리 ~ 제일고삼거리 : 대동로
- 순창군 순창읍 제일고삼거리 ~ 순창고교 교차로 : 담순로
- 순창군 순창읍 순창고교 교차로 ~ 복실 교차로 : 옥천로
- 순창군 순창읍 복실 교차로 ~ 전주시 완산구 원당 교차로 : 모악로
- 전주시 완산구 구이 교차로 ~ 완주군 삼례읍 해전 분기점 : 호남로
- 완주군 삼례읍 해전 교차로 ~ 익산시 평화동 평화사거리 : 평동로
- 익산시 평화동 평화사거리 ~ 평화삼거리 : 익산대로
- 익산시 평화동 평화삼거리 ~ 송학동 : 학곤로
- 익산시 송학동 ~ 송학사거리 : 고현로
- 익산시 송학동 송학사거리 ~ 군산시 성산면 고봉 교차로 : 군익로
- 군산시 성산면 고봉 교차로 ~ 구암동 구암교삼거리 : 구암로
- 군산시 구암동 구암교삼거리 ~ 경암동 경암사거리 : 구암3.1로
- 군산시 경암동 경암사거리 ~ 월명동 내항사거리 : 해망로
- 군산시 월명동 내항사거리 ~ 중앙사거리 : 대학로

## 자동차 전용도로 구간
아래 구간은 국토교통부에서 지정한 자동차 전용도로 구간이므로 보행자, 자전거 등은 통행할 수 없다. 이륜자동차 (모터사이클 혹은 오토바이)는 긴급자동차 (싸이카 및 소방용 모터사이클 등)에 한해 통행이 가능하며, 그 밖의 이륜자동차와 경운기, 우마차, 트랙터, 손수레는 통행할 수 없다.
| 도로명     | 시점                                             | 종점                                             | 총연장 (km) | 차로수 | 지정일          |
| ---------- | ------------------------------------------------ | ------------------------------------------------ | ----------- | ------ | --------------- |
| 우주항공로 | 전라남도 보성군 벌교읍 고읍리(고읍 교차로)       | 전라남도 보성군 벌교읍 추동리(석거리재터널)      | 14.25       | 4      | 2009년 1월 12일 |
| 조계산로   | 전라남도 보성군 벌교읍 추동리(석거리재터널)      | 전라남도 순천시 송광면 이읍리(이읍 교차로)       | 14.25       | 4      | 2009년 1월 12일 |
| 모악로     | 전라북도 순창군 인계면 도룡리(쌍암 교차로)       | 전라북도 완주군 구이면 백여리                    | 25.005      | 4      | 2009년 1월 12일 |
| 모악로     | 전북특별자치도 완주군 구이면 백여리              | 전북특별자치도 완주군 구이면 항가리(항가 교차로) | 9.36        | 4      | 2005년 6월 3일  |
| 호남로     | 전북특별자치도 완주군 구이면 두현리(구이 교차로) | 전북특별자치도 전주시 덕진구 용정동(대흥 교차로) | 17.5        | 4      | 2004년 7월 5일  |